# 红豆兵
红豆兵是一个马来西亚網路用语，用于讽刺亲希望联盟及民主行动党的網路使用者。 红豆兵一词是“红豆冰”的谐音，同时是对“红卫兵”（网络红卫兵）的戏仿，据传是民主行动党招募的网军，被国民阵线议员指控长期在Facebook、WhatsApp等服务平台散播不實資訊。

## 由来
2013年马来西亚大选期间，网络媒体传闻人民联盟从2008年开始招募网军，在社交网站发表各种攻击国阵政府的谣言。 大选结束以后，首相署部长沙希淡曾建议设立皇家委员会，调查民主行动党牵涉“红豆兵”散播谣言事件。 2016年5月，亲国阵网媒放出一则消息，据传是来自吉打州社青团团长陈金豪的录音，承认民主行动党成立网军“红豆兵”； 陈金豪否认这份录音出自其口，重申红豆兵是不满国阵政府的人士，自愿发起组织的网络社群，与民主行动党没有任何瓜葛。
2024年6月，昌明政府的房屋及地方政府部计划招募200名網路大使，用于“帮助该部门向民众传达正确信息”，被国民阵线国会议员质疑是在招募網路水軍，但房地部予以否认。